# 交響曲第1番 (シベリウス)
交響曲第1番 ホ短調 作品39は、シベリウスが1899年に完成させた交響曲。

## 作曲の経緯
シベリウスはこの第1番と番号が付けられた交響曲を作曲する前に、民族叙事詩『カレワラ』に基づき、独唱と合唱を伴うカンタータ風の『クレルヴォ交響曲』（1891〜92年）を作曲していた。『クレルヴォ交響曲』から本作が作曲されるまでの間に声楽を伴わない標題付きの交響曲が計画されたが放棄されている。すでに交響詩の分野では『フィンランディア』を初め、『エン・サガ』、『トゥオネラの白鳥』を含む『4つの伝説曲』など代表作となる傑作を創作していたシベリウスが、連作交響詩という枠組みを超え、純粋器楽による標題つき交響曲を計画したが、それを放棄したという点は興味深い。さらに、本作に着手する（1898年4月）直前の1898年3月にシベリウスはベルリンでベルリオーズの幻想交響曲を聴き、大きな感銘を受けたことを記している。そしてシベリウスは滞在先のベルリンで早速交響曲の作曲に着手したのだった。
この頃のシベリウスは酒におぼれ浪費癖をおぼえ、自堕落な生活を送っていたのだが、この作品の作曲当初は酒も葉巻も控え作曲に集中した。しかしそれも長続きはせず、酒に酔ったあげく乱闘騒ぎまで起こしている。5月にはフィンランドへ帰り、国内各地を移動しながら作曲を進め、1899年の初めに完成させた。この年の初演の後、1900年に作品は改訂されている。
初演は1899年4月26日にヘルシンキにて作曲者指揮により行われ、1902年にブライトコプフ・ウント・ヘルテルから出版された。

## 楽器編成
フルート（ピッコロ持ち替え）2、オーボエ2、クラリネット2、ファゴット2、ホルン4、トランペット3、トロンボーン3、チューバ、ティンパニ、大太鼓、シンバル、トライアングル、ハープ、弦楽五部

## 曲の構成
標題のない交響曲ではあるが、その内容はかなり交響詩風の作品である。第4楽章には「幻想風に」との指示まであるが、その一方で、第1楽章の序奏と第4楽章の序奏に同じ主題を用い、またどちらの楽章も最後はピツィカートで締めくくるなど全曲を統一するための工夫がなされている。チャイコフスキー、ボロディン、ブルックナーの影響が随所にうかがわれる。
第1楽章 Andante, ma non troppo - Allegro energico
ホ短調、序奏付きソナタ形式。ティンパニのトレモロの上でクラリネットが寂しげな序奏主題を奏でる。突然第2ヴァイオリンが刻みを始め、Allegro energicoの主部に入ると、残りの弦楽器が第1主題を提示する。この主題はシベリウス特有の雄大な広がりを感じさせる。第1主題がおさまったところで、ハープの特徴的な伴奏を伴ったフルートの副主題の後、オーボエが第2主題を提示する。展開部は幻想的で交響曲と言うよりは交響詩を連想させる。型どおりの再現部の後、終結部は金管楽器の重々しい響きに続いてピツィカートで締めくくられる。
第2楽章 Andante (ma non troppo lento) - Un poco meno andante - Molto tranquillo
変ホ長調、三部形式。第1主題は第1ヴァイオリンとチェロで演奏される穏やかなもの、第2主題はUn poco meno andante（幾分遅さを減じて）となり、ファゴットから木管楽器がフガート風に受け渡す。さらに副主題で盛り上がった後、中間部に入る。Molto tranquillo（とりわけ穏やかに）となり、ここではホルンが穏やかな主題を奏でる。この後副主題を巧みに使いながら盛り上がり最初の主題が回帰する。
第3楽章 Scherzo. Allegro - Trio. Lento (ma non troppo)
ハ長調、ソナタ形式。スケルツォ主題はティンパニに導かれ、弦楽器、木管、ホルンが掛け合いながら提示する荒々しいものである。トリオ部分ではホルンが主体となり、伸びやかな牧歌を歌う。スケルツォが回帰すると、最初とは楽器の組み合わせや手順を変えて発展する。
第4楽章 Finale(Quasi una Fantasia). Andante - Allegro molto - Andante assai - Allegro molto come prima - Andante (ma non troppo)
ホ短調、序奏付きソナタ形式。「幻想風に」という指示通り、幻想曲や交響詩のような楽章である。Andanteの序奏では、第1楽章冒頭の序奏主題が弦楽器によりユニゾンで演奏される。Allegro moltoの主部ではクラリネットとファゴット、オーボエが不安げな第1主題を提示する。この主題が強さを増し、シンバルや大太鼓がアクセントをつけたところでヴァイオリンが下降音型で崩れ落ち、Andante assaiの第2主題がヴァイオリンのユニゾンで切々と歌われる。やがてAllegro moltoに戻って第1主題による展開部に入る。そのまま再現部に入り、第1主題を再現した後、再びAndanteとなり第2主題の再現が行われるが、曲はそのまま拡大を続けクライマックスを築き上げる。その後第1主題によるコーダとなり、急速に減衰し最後はピツィカートで曲を閉じる。